# مايك وليامز (لاعب كرة سلة)
مايك وليامز (بالإنجليزية: Mike Williams)‏ (4 يناير 1984 بتامبا في الولايات المتحدة - ) هو لاعب كرة قدم أمريكية ولاعب كرة القدم الكندية ولاعب كرة سلة أمريكي في مركز مستقبل واسع ‏. لعب مع تينيسي تايتانز وسياتل سيهوكس وتورونتو أرغونتس وديترويت ليونز وأوكلاند ريدرز ويو أس سي تروجانز فوتبول ‏.

## وصلات خارجية
- مايك وليامز على موقع مرجع كرة القدم المحترفة.كوم (الإنجليزية)